# 上帝之手 (2009年)
上帝之手是法國國家隊隊長蒂埃里·亨利在2009年舉行的2010年世界盃外圍賽附加賽的奠勝球，亨利從即將出界的球用手撈回並傳球給隊友加拿斯頂入，結果法國憑這個入球以兩回合計以2:1擊敗愛爾蘭，得以進軍決賽週。

## 背景
法國在2010年世界盃外圍賽 (歐洲區)第七組賽事，以1分之微屈居第二。愛爾蘭則在第八組被去屆世界盃冠軍意大利壓過成為次名球隊，其後抽籤抽中對壘，將要進行兩回合主客制的附加賽。
法國於首回合作客，前鋒安歷卡取得全場唯一入球，以1:0擊敗愛爾蘭，但在次回合，愛軍作客法國憑隊長羅比堅尼的入球領先1:0，其後未再有任何進帳，比賽進入加時。

## 事發經過
在比賽的第103分鐘，法國隊隊長兼前鋒亨利在左方將即將出界的皮球連續兩次用手把球撈回並用右腳腳面快傳給在門前的隊友加拿斯頭槌破網，將紀錄改寫成1:1，意味著法國隊憑這個極具爭議性的入球取得2010年世界盃決賽週的入場券。

## 賽後
在比賽完結後，愛爾蘭領隊查帕東尼及大部分愛軍球員皆抨擊亨利，以及執法瑞典籍球證馬田·漢臣（Martin Hansson），亨利本人則坦白承認犯手球，並將責任歸咎於球證，他表示：「我曾在入球後向球證報告自己犯了手球，但球證仍毫不猶疑判決入球有效。」，而建功的中堅加拿斯則自稱不知亨利有犯手球。
愛爾蘭名宿奧拉利說：「亨利喜歡受人愛戴，但今役之後，他的處境將會很尷尬。」另一愛爾蘭名宿卡斯加連奴亦說：「當人們提起馬勒當拿，就一定會想起『上帝之手』，而亨利現時的情形亦一樣，他的名聲永遠受損。」
大部分傳媒皆將亨利這球和阿根廷球王馬勒當拿於1986年的上帝之手相比，亦有傳媒形容為「青蛙之手」。
愛爾蘭助教林柏拉迪表示已向國際足協申請重賽，而該國司法部長艾尼（Dermot Ahern）則稱已接獲通知指重賽不被接納。事件亦提升至政治層面， 愛爾蘭總理布賴恩·考恩表示會私底下與法國總統薩爾科齊討論；薩爾科齊向考恩表示遺憾但不同意重賽。